# Now You See Me
Now You See Me (prt: Mestres da Ilusão; bra: Truque de Mestre) é um filme de suspense americano de 2013, dirigido por Louis Leterrier. O filme é estrelado por Jesse Eisenberg, Mark Ruffalo, Woody Harrelson, Mélanie Laurent, Isla Fisher, Dave Franco, Common, Michael Caine e Morgan Freeman. Foi lançado em 31 de maio de 2013 nos Estados Unidos e 5 de julho de 2013 no Brasil. Apesar das críticas mistas dos críticos, o filme provou ser um sucesso de bilheteria, e uma sequência foi confirmada oficialmente.

## Sinopse
Quatro mágicos de palco, J. Daniel "Danny" Atlas (Jesse Eisenberg), Merrit McKinney (Woody Harrelson), Henley Reeves (Isla Fisher), e Jack Wilder (Dave Franco)- cada um especialista em uma modalidade de mágicas e ilusionismo - recebem uma carta de tarô que os leva ao mesmo apartamento vazio em Nova York, onde eles encontram informações de um benfeitor desconhecido.
Um ano depois, os quatro tiveram seu primeiro grande desempenho como "Os Quatro Cavaleiros" em um elaborado show de Las Vegas financiado pelo magnata dos seguros Arthur Tressler (Michael Caine). Seu truque final parece transportar um dos membros da audiência para o cofre de seu banco, o Crédit Républicain em Paris, onde pilhas de novas notas de euro são armazenadas. No comando dos magos, os dutos no cofre se ativam, puxando as notas para as aberturas e depois inundando a multidão de Las Vegas com elas. Os euros são mostrados como sendo de verdade, e o cofre em Paris está vazio de sua recente remessa de euros. O agente do FBI Dylan Rhodes (Mark Ruffalo) e a agente da Interpol Alma Dray (Mélanie Laurent) são então associados para investigar os cavaleiros. Os dois questionam os magos, mas não têm provas para segurá-los. Dylan e Alma recorrem a Thaddeus Bradley (Morgan Freeman), um ex-mágico que agora ganha dinheiro explicando os truques por trás dos atos mágicos. Thaddeus demonstra como os Cavaleiros usaram um cofre falso sob o palco de Las Vegas e diz que o grupo deve ter roubado o dinheiro em Paris antes de chegar ao banco, substituindo-o por um flash que não deixou nenhuma evidência.
Dylan, Alma e Thaddeus seguem os Cavaleiros para seu próximo show em Nova Orleans, onde seu truque final parece transferir milhões de dólares das contas privadas de Tressler para as pessoas na platéia, formadas por pessoas que tiveram negadas suas reivindicações de seguro pela empresa de Tressler, após terem prejuízos com o furacão Katrina. Dylan e Alma tentam apreender "Os Quatro Cavaleiros", mas os mágicos conseguem fugir. Tressler contrata Thaddeus para expor os cavaleiros em vingança pela perda de seu dinheiro. Alma investiga os Cavaleiros e determina que eles estão ligados a um grupo chamado Olho, um pequeno grupo de magos que afirmam ter acesso à magia real. Ela descobre que um dos membros do Olho, Lionel Shrike, já havia sido exposto por Thaddeus, mas morreu em um truque de escapismo que ele estava realizando em uma tentativa de recuperar sua reputação.  Alma suspeita que na verdade "Os Quatro Cavaleiros" sejam cinco. Ou seja, que há alguém na surdina ajudando o grupo.
A pesquisa de Alma leva o FBI para um apartamento em Nova York. Quando eles chegam lá, três dos Cavaleiros escapam enquanto Jack recupera numerosos documentos e depois leva as autoridades em uma perseguição em alta velocidade. Jack perde o controle de seu carro, fazendo-o virar e pegar fogo. Dylan é incapaz de salvar Jack, mas consegue recuperar os documentos, apontando para o próximo crime planejado dos Cavaleiros, roubando milhões de dólares em dinheiro de um grande cofre da companhia Elkhorn. Dylan, Alma e Thaddeus descobrem que o cofre já foi roubado e, quando o rastreiam, seu conteúdo foi substituído por balões infláveis. Os cavaleiros transmitiram que eles vão realizar seu último show naquela noite em 5 Pointz, convidando o público a participar. O FBI e a polícia convergem em cena e em meio à busca do caos pelos cavaleiros. Os Cavaleiros restantes aparecem para a multidão, dando adeus a seus fãs e uma mensagem sobre um propósito ulterior, e então correm para pular de um telhado; Dylan tenta matá-los, mas Alma o detém. Os três pularam, transformando-se em uma chuva de dinheiro sobre a multidão. O dinheiro é falsificado, mas a corrida da audiência para coletá-lo impede que as autoridades rastreiem os verdadeiros cavaleiros.
Depois do show, Thaddeus caminha até o carro dele, mas encontrá-o cheio do dinheiro roubado do cofre Elkhorn. A polícia suspeita então que ele é o quinto cavaleiro, e por isso o prende. Dylan fala com Thaddeus na cadeia, onde Thaddeus lentamente percebe que a teoria de Alma estava correta, e Dylan era o quinto cavaleiro. Dylan se afasta silenciosamente, deixando Thaddeus gritando "Por quê?". Em outros lugares, os Cavaleiros (incluindo Jack, que havia falsificado sua morte usando um carro duplicado e um corpo já morto) encontram-se no carrossel do Central Park e usam suas cartas de tarô para ligá-lo. Dylan chega e dá boas-vindas aos quatro ao olho.
Mais tarde, na Pont des Arts, Dylan se encontra com Alma e revela que ele é filho de Shrike. Ele reuniu os cavaleiros para obter retribuição pela morte de seu pai: a Elkhorn Safe Company por fornecer um cofre defeituoso que levou ao acidente; Thaddeus por humilhar e empobrecer seu pai e forçá-lo a tentar o novo truque para recuperar sua posição; e as seguradoras do Crédit Républicain e Tressler por não pagarem o seguro de vida de Shrike depois. Alma, que entrou em um relacionamento romântico com Dylan, decide não entregá-lo. Ela pega uma fechadura e uma chave que Dylan produz, prendendo a fechadura entre as outras trancas de amor no corrimão e jogando a chave no Sena.

## Elenco
- Jesse Eisenberg como J. Daniel Atlas (o amante), um ilusionista e o líder percebido publicamente dos Quatro Cavaleiros.
- Mark Ruffalo como Dylan Rhodes, um agente do FBI chamado para investigar o roubo de banco.
- Woody Harrelson como Merritt McKinney (O Eremita), um mentalista.
- Isla Fisher como Henley Reeves (A Sacerdotisa), uma escapista.
- Dave Franco como Jack Wilder (A morte), um punguista.
- Mélanie Laurent como Alma Dray, uma agente da Interpol, que é uma parceria com Dylan Rhodes para investigar o roubo de banco.
- Morgan Freeman como Thaddeus Bradley, um ex-mágico que faz o dinheiro ao revelar os segredos por trás de outros truques mágicos.
- Michael Caine como Arthur Tressler, um magnata de seguros e patrocinador dos Quatro Cavaleiros.
- Michael Kelly como Agente Fuller, um agente do FBI e ajudante de Rhodes.
- Common como Agent Evans, supervisor de Rhodes no FBI.
- José Garcia como Étienne Forcier, o titular da conta no Credit Republicain de Paris.
- Elias Koteas (não creditado) como Lionel Shrike, um mágico que morreu de afogamento durante a execução de um truque.

## Produção
Em maio de 2012, durante as filmagens do longa-metragem, o ator Michael Caine passou a noite no camarim no set. Ele foi ao local após rodar uma cena e acabou adormecendo. Não ouviu o aviso do diretor, Caine ficou preso até um carpinteiro ouvir seus pedidos de ajuda.

## Música
A trilha sonora oficial foi composta por Brian Tyler, e foi lançado em 28 de maio de 2013 para compra física e download digital.
| N.º            | Título                                                           | Duração |  |
| 1.             | "Now You See Me" (Brian Tyler)                                   |         |  |
| 2.             | "The Four Horsemen" (Brian Tyler)                                | 3:34    |  |
| 3.             | "Now You See Me (Reprise)" (Brian Tyler)                         | 1:49    |  |
| 4.             | "Sun (Jesse Marco Remix)" (Two Door Cinema Club)                 | 4:45    |  |
| 5.             | "Now You Don't" (Brian Tyler)                                    | 4:21    |  |
| 6.             | "Entertainment" (Phoenix)                                        | 3:38    |  |
| 7.             | "Sleight of the Mind" (Brian Tyler)                              | 4:45    |  |
| 8.             | "Now You See Me (Robert DeLong Remix)" (Brian Tyler)             | 3:40    |  |
| 9.             | "Welcome to the Eye" (Brian Tyler)                               | 5:49    |  |
| 10.            | "Codec" (Zedd)                                                   | 6:01    |  |
| 11.            | "Cineramascope (part. Trombone Shorty e Corey Henry)" (Galactic) | 3:14    |  |
| 12.            | "Now You See Me (Spellbound Remix)" (Brian Tyler)                | 4:19    |  |
| Duração total: | Duração total:                                                   | 51:21   |  |

## Lançamento

#### Resposta da crítica
Now You See Me recebeu críticas mistas dos críticos, que elogiaram elenco repleto de estrelas do filme e enredo envolvente. Crítica mais comum do filme é que vários pontos da trama foram insuficientemente resolvidos na conclusão do filme, deixando algumas perguntas sem resposta ou respondeu sem clareza (embora tenha sido sugerido que este foi intencional, potencialmente deixando espaço para uma sequência). Com base em 149 comentários de críticos de cinema, Rotten Tomatoes classificou o filme de 50%, com o consenso do site dizendo "Now You See Me tem personagens mal esboçados e trama dispersa que dependem de prestidigitação do diretor para distrair o público".
Peter Hammond de Movieline escreve, "Puro filme mágico de verão—literalmente. Mais divertido do que o Ocean's Eleven, Ocean's Twelve e Ocean's Thirteen combinados. Você não vai acreditar em seus olhos e esse é o ponto".
Pesquisas de audiência realizadas pela CinemaScore dar ao filme uma classificação de A-.[carece de fontes?]

## Bilheteria
Apesar das críticas mistas o filme teve uma temporada de sucesso de bilheteria, colocando a 2° atrás de Fast & Furious 6 ficando com US$ 29 350 389 em seu primeiro fim de semana de 2.925 cinemas. Até 30 de junho, tinha arrecadado o dobro do seu orçamento de produção. O filme ficou no top 10 das bilheterias norte-americanas durante seis semanas após o lançamento. O filme ganhou US$ 117 723 989 na bilheteria doméstica norte-americana e US$ 234 milhões internacionalmente, totalizando um US$ 351 723 989 em todo o mundo contra um orçamento de US$ 75 milhões.

## Home media
Now You See Me foi lançado em DVD e Blu-ray em 3 de setembro de 2013. A versão Blu-ray contém uma versão estendida do filme, com 16 minutos adicionais, trazendo o filme para um tempo de execução de 125 minutos. Além disso, contém duas características: Um por trás das cenas e uma "História da Magia", mais de 30 minutos de cenas deletadas.

## Sequência
Em 9 de agosto de 2013 após o sucesso de bilheteria do filme, CEO da Lionsgate Jon Feltheimer confirmou oficialmente que haverá uma continuação para o filme com início de produção em 2014, em uma data de lançamento não especificado. Louis Leterrier confirmou que ele vai voltar para dirigir a sequência. Jesse Eisenberg confirmou que ele e o resto do elenco principal estará de volta para a sequência.